# Música kurda
La música kurda (en kurdo مۆسیقای کوردی, Mûzîka Kurdî) se refiere a la música en lengua kurda, es decir la música del pueblo kurdo, en la actualidad disperso en cuatro estados -Turquía, Irán, Irak y Siria-. A pesar de la ausencia de un estado independiente, este pueblo ha conservado una música específica, con sus variedades regionales. A pesar de la existencia de una única lengua kurda, formas musicales se han diversificado debido al asentamiento de poblaciones extranjeras dentro de los grandes grupos étnicos necesariamente influyentes (turcos o iraníes).

## Historia
Históricamente, la música kurda es quizás un descendiente de la cultura de los hurritas, un antiguo pueblo de Mesopotamia.
Tradicionalmente, hay tres tipos de intérpretes clásicos kurdos: cantantes de historias (en kurdo: چیرۆکبێژ, çîrokbêj), juglares (kurdo: سترانبێژ, stranbêj) y bardos (kurdo: dengbêj). Su repertorio está constituido por cantos, transmitidos oralmente, de acontecimientos históricos o épico-legendarios. No había música específica relacionada con las cortes principescas kurdas, y en cambio, la música que se realizaba en las reuniones nocturnas (kurdo: شهڤبهێرک, şevbihêrk) se considera clásica. Varias formas musicales se encuentran en este género. Muchas canciones son épicas en la naturaleza, como los populares Lawik, que son baladas heroicas que narran las historias de héroes kurdos como Saladino. Heyran son baladas de amor que en general expresan la melancolía de la separación y el amor incumplido. Lawje es una forma de música religiosa y Payizok son canciones realizadas específicamente en otoño. Canciones de amor, música de baile, bodas y otras canciones festivas (kurdo: دیلۆک / نارینک, dîlok / narînk y bend), de poesía erótica y canciones de trabajo también son populares.
Otro estilo de canto se originó como práctica para recitar himnos tanto en la fe zoroastriana como el sufismo islámico es el Siya Chemane. Este estilo se practica principalmente en la subregión montañosa de Hawraman en el dialecto Hawrami. Sin embargo, algunos artistas modernos han adoptado el estilo y la han mezclado con otras músicas kurdas. Siya Chemane también se puede clasificar como çîrokbêj porque a menudo se usa para contar historias.
La forma de canción más utilizada tiene dos versos con líneas de diez sílabas. Las canciones kurdas (kurdas: ستران / گۆڕانی, stran o goranî) se caracterizan por sus melodías simples, con un rango de solo cuatro o cinco notas.
Entre los instrumentos musicales kurdos, existe la tanbur, el saz o bağlama, el buzuki, el ud, el duduk, el kaval, el cûzele, la zurna, el kamanché, el santur, el cümbüş, el tombak y el dohol.
La primera antología de la música kurda se publicó en 1986 en forma de 8 casetes de Yekta Uzunoglu en Bonn.

## Estudios académicos de música kurda
El estudio inicial de la música kurda fue realizado por el sacerdote armenio, Vartapet Komitas, en 1904.  El primer centro académico de música kurda fue fundado en Ereván,  la Escuela de Música de Malikian, que investigó el viejo Dengbêj. El académico kurdo Cemîlê Celil publicó dos colecciones de canciones populares kurdas en 1964 y 1965. En Irak, se fundó un centro de estudio de música kurda en 1958. Un estudio académico de la música, danza e instrumentos musicales kurdos en Hakkari fue publicado por el Dr. D. Christensen en 1963. La música de los judíos kurdos también fue estudiada en los años 70 y publicada por el Jewish Music Research Center de Jerusalén.